# Бутси, Цецилия
Цецилия Бутси (16.12.1924 г., Таиланд — 16.12.1940 г., Сонгхон, провинция Мукдахан, Таиланд) — блаженная Римско-Католической Церкви, мученица.

## Биография
Цецилия Бутси родилась 16 декабря 1924 года в католической семье. В 1926 году в возрасте 2 лет Цецилию Бутси крестили.
В 1940—1944 годах Таиланд находился в состоянии войны с французским Индокитаем. 25 декабря 1940 года местная полиция арестовала Цецилию Бутси и обвинила её в шпионаже в пользу Франции. Полицейские требовали от неё отречься от христианства. 26 декабря она вместе с другими шестью арестованными католиками была расстреляна.

## Прославление
22 декабря 1989 года Римский папа Иоанн Павел II причислил Цецилию Бутси к лику блаженных в составе группы семи таиландских мучеников.
День памяти в Католической Церкви — 16 декабря.